# 30767 Chriskraft
30767 Chriskraft è un asteroide areosecante. Scoperto nel 1983, presenta un'orbita caratterizzata da un semiasse maggiore pari a 2,3371038 UA e da un'eccentricità di 0,2893230, inclinata di 26,79220° rispetto all'eclittica.